# Міністерство авіаційної промисловості СРСР
Міністе́рство авиаці́йної промисло́вості СРСР (рос. Министерство авиационной промышленности СССР) — союзно-республіканське міністерство, що здійснювало керівництво авіаційною промисловістю в Радянському Союзі. Утворене 15 березня 1946 року з однойменного народного комісаріату (наркомату). 
Міністр:
| Хрунічев Михайло Васильович | 19 березня 1946 | 15 березня 1953 |

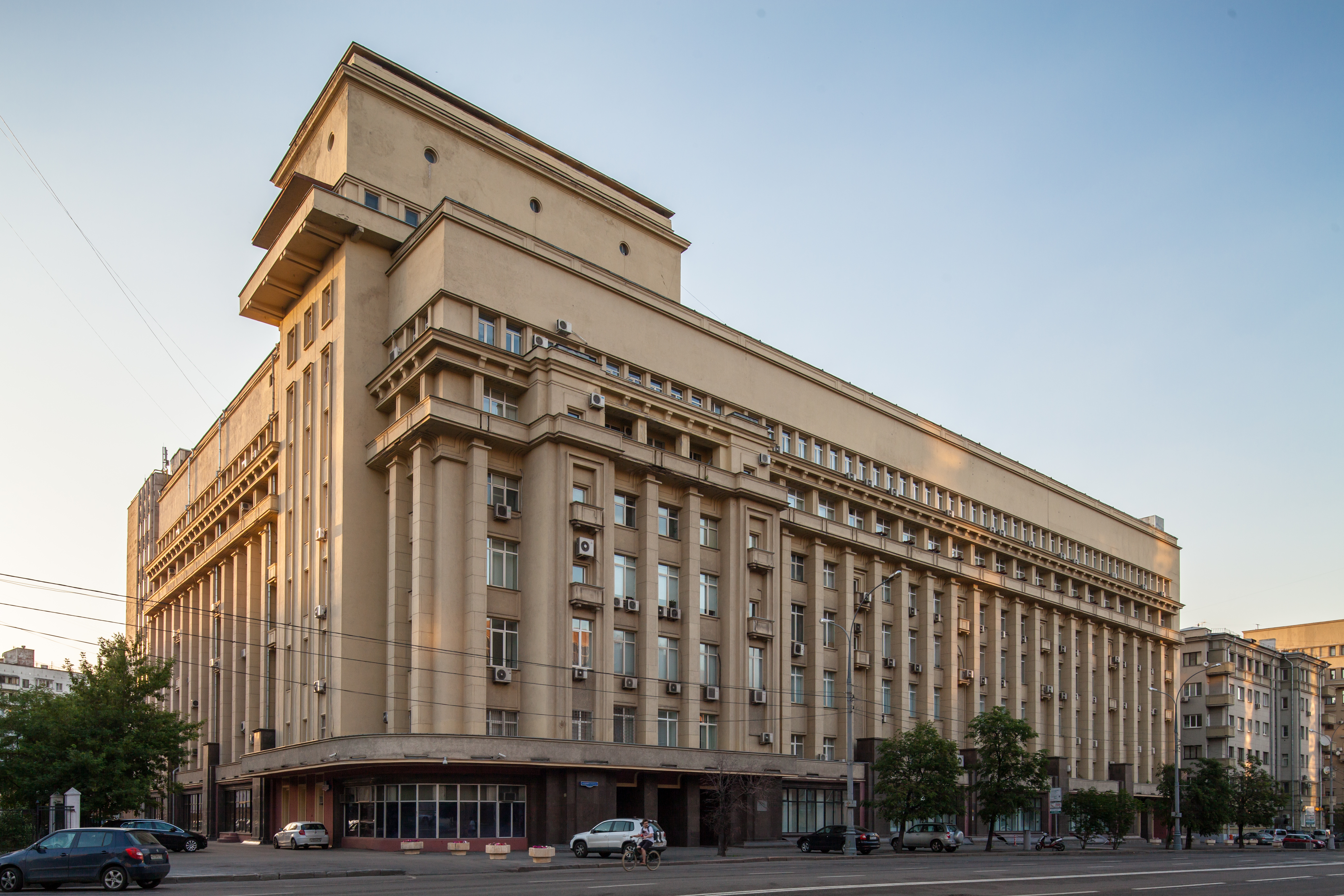
Міністерство авіаційної промисловості СРСР

15 березня 1953 року об'єднане з Міністерством озброєння СРСР в одне — Міністерство оборонної промисловості СРСР.
Знову утворене 24 серпня 1953 року.
Міністр:
| Дементьєв Петро Васильович | 24 серпня 1953 | 14 грудня 1957 |

14 грудня 1957 року ліквідоване. На його базі створений Державний комітет СРСР з авіаційної техніки.
Втретє утворене 2 березня 1965 року на базі Державного комітету з авіаційної техніки СРСР. 
Міністри:
| Дементьєв Петро Васильович   | 2 березня 1965   | 14 травня 1977    |
| Казаков Василь Олександрович | 3 червня 1977    | 17 лютого 1981    |
| Сілаєв Іван Степанович       | 20 лютого 1981   | 1 листопада 1985  |
| Сисцов Аполон Сергійович     | 1 листопада 1985 | 14 листопада 1991 |

Ліквідовано Постановою Держради СРСР від 14 листопада 1991 року, припинило свою діяльність 1 грудня 1991 року. 
Указом Президента РСФСР від 28 листопада 1991 року № 242 «Про реорганізацію центральних органів управління УРСР», майно, фінансові кошти, підприємства, організації та установи скасованого Міністерства авіаційної промисловості передані у відання Міністерства промисловості РРФСР.